# Gymnoascus
Гімноаскус (Gymnoascus) — рід грибів родини Gymnoascaceae. Назва вперше опублікована 1872 року.

## Будова
Для роду гімноаскус характерний перідій з товстостінних гіф, що відрізняється від гіф вегетативного міцелію, а також утворення гіфами перидію придатків різної будови.
У кінському гної, а також в ґрунті дуже часто зустрічається гімноаскус Рісса (Gymnoascus reessii), який утворює білі дерновинки схожі на павутиння, а на них — численні кулясті жовті, жовто-бурі, а іноді помаранчеві клейстотеції, що часто зливаються в скоринки. Перидій клейстотеціїв складається з товстостінних, рясно розгалужених під прямим кутом, жовтуватих або бурих гіф, з прямими або вигнутими у вигляді багра короткими придатками. Конідіальне спороношення відсутнє. Гімноаскус Рісса нерідко розвивається також на тканинах та інших матеріалах і викликає їх псування.